# うわさの調査隊
『うわさの調査隊』（うわさのちょうさたい）は、1998年4月6日から2009年10月2日までTBSラジオをキーステーションに、JRN加盟のラジオ局で放送されていた情報番組である。放送開始から2009年3月31日放送分までの11年間はトヨタ自動車・トヨタディーラー一社提供で、正式タイトルも『トヨタうわさの調査隊』（とよたうわさのちょうさたい）だった。

## 概要
1998年4月6日にそれまでこの時間帯に放送されていた「小沢昭一の小沢昭一的こころ」に代わってスタートした。放送回数は「噂のファイルナンバー」として毎回アナウンスされていた。
リスナーから寄せられたニュースに関する素朴な疑問や巷に流れている噂を調査・検証していく番組。毎週金曜日は「1億2000万人の国民大審判!!」（後に「国民大審判」に改題。）と題し、電話（NTT（2004年度よりNTTコミュニケーションズ）のテレゴングを利用）と番組の携帯電話サイトでのアンケートを実施し、参加したリスナーの中から抽選で1名に現金1万円（スペシャルウィークのときは2万円）をプレゼントした。不定期に平日電話アンケートを行う週もあった。

### 番組の終焉
スポンサーのトヨタグループの業績不振のため、トヨタ自動車・トヨタディーラーが2009年3月末に降板し、その半年後の10月に終了し11年半の放送に幕を閉じた。2009年10月2日の最終回のファイルナンバーは「2998」だった。10月5日から担当者続投で「メキキの聞き耳」に衣替えした。

## 放送時間
放送時間は平日17:15 - 17:30。2009年4月6日時点でWBSを除く24局で次の『ネットワークTODAY』とセットになり、この時間から17:45までが全国パートとしてネットされていた。エンディングの2分間（17:25 - 17:27）は『小沢昭一の小沢昭一的こころ』時代と同じくJRN各局より交通情報・天気予報などを放送するローカルタイム枠となっており、この時間にCMを流す局や、エンディングBGMのみが流れ続ける局もあった。

## 出演者

### パーソナリティ・アシスタント
TBSラジオでは「荒川強啓 デイ･キャッチ!」の一コーナーとして放送されており、この番組のパーソナリティも「デイ･キャッチ!」の荒川強啓（当コーナーのみ「隊長」と呼ばれていた）が開始時から担当し、歴代のアシスタントも「デイ･キャッチ!」のアシスタント（井上みよ、坂本咲子、杉浦舞）が務めた。

### 調査員
噂を調査・報告する「調査員」は、「デイ･キャッチ!」のスタッフやTBS954情報キャスターが主。月1回、特別調査員として芸能リポーターの梨元勝や映画評論家の襟川クロ、大川興業の阿曽山大噴火が登場。梨本は最初と最後に必ず荒川から「芸能界のスーパーレポーター」の枕つきで紹介されていた。2008年10月から毎週木曜日（後に毎週金曜日に変更）にはスポーツライターの永谷脩がレギュラー出演（取材先からの電話出演が多かった）し、主にプロ野球に関する話題を展開した。そのほかスポーツ関係では生島淳（スポーツライター）、医学関係では中原英臣（医学博士）がコメンテーターで出演することがあった（電話での出演もあった）。

## テーマ曲
- オープニング：「THE CONTINENTAL WAY」（CASIOPEA、オリジナルは1984年のアルバム「DOWN UPBEAT」だが、ここでは1994年に発表した2枚組アルバム「ASIAN DREAMER」に収録したものが使われていた。2009年3月31日まで使用）。
※トヨタ自動車がスポンサーを降板した2009年4月1日以降は使われず、BGMなしで荒川のタイトルコール兼テーマ発表のあと各局別CMに入る形へと変わった。
- エンディング
  - トヨタ自動車提供時代：「GLORY」（CASIOPEA、1993年のアルバム「DRAMATIC」に収録。なお同曲は現在「オールスター感謝祭」（TBS）のルール説明BGMとして使われている他、かつては2005年3月から2007年9月まで、ニッポン放送の森永卓郎 朝はニッポン一番ノリ!（→森永卓郎と垣花正の朝はニッポン一番ノリ!）のコーナー・スポーツ新聞一番ノリ!でも使用されていた。
  - トヨタ自動車降板以降：「Breaking Point」（A.Y.B.force、アルバム「lost breaks」に収録）

## 提供スポンサー
提供クレジットは「トヨタうわさの調査隊、この番組は、Drive Your Dreams. TOYOTA とトヨタの販売店 がお送りします（しました）」内はオープニングではもともとなく、エンディングでは後になくなった。ネット局によってはトヨタディーラーについて自体が少なく、スポンサーが集まらないなどの事情により、トヨタ自動車のCMが多く放送されることがあった。また一部の放送局では、一部のコマーシャルがトヨタ自動車ではなく公共広告機構（現在：ACジャパン）のCMに差し替えられていた。詳細は#各局のCM放送状況を参照。
自動車不況の影響を受け、トヨタグループは2009年3月31日をもって当番組および当枠のスポンサーを降板（局によってはローカルCMでトヨタ自動車のCMを使うところもあった）。翌4月1日から番組タイトルが「うわさの調査隊」へと改題され、4月6日以降はローカルセールスに格下げとなった。トヨタグループは同時に朝に放送している「日本全国8時です」などの各番組からもスポンサーを降板し（関連項目参照）、JRN全国ネットの番組は新番組の「feel the mind〜最上の出会い〜」と「高樹千佳子のハイブリッドな週末」にほぼ集約された。

### 各局のCM放送状況
2009年4月1日から最終回まで
- 青森放送 提供：ヤマト運輸青森主管支店（月曜日のみ）
- 和歌山放送 AC（40秒CM計4コマ）
- 四国放送 TBSラジオ経由でBGMを放送

以下は2009年3月31日まで
- 北海道放送
  - 函館放送局（全6コマ）：函館トヨタ・函館トヨペット、トヨタ店・トヨペット店、トヨタカローラ室蘭、トヨタ自動車のCM、HBC自主製作番組（大体カーナビラジオ午後一番!）番宣、HBC関連スポット、全国ネット番組（大体テレフォン人生相談）番宣※尚、曜日によってどのCMが流れるかは変わっているほか、曜日によって複数コマ流れるCMもある。
- 青森放送（全6コマ）：青森トヨペット、ネッツみちのく、ネッツ青森・カローラ青森、カローラ八戸、（青森県内の）トヨタ店・トヨペット店のCMが各1コマずつ流れる。（尚、トヨタレンタリース青森のCMは流れない。）
- 東北放送（全5コマ）：トヨタ自動車（1コマ）、宮城トヨタ、仙台トヨペット、ネッツトヨタ仙台、トヨタカローラ宮城、
- TBSラジオ（全8コマ）：トヨタ自動車、東京トヨタ、東京トヨペット、トヨタ東京カローラ・トヨタ西東京カローラ、ネッツ東京・ネッツ多摩、AC（1コマ・東京トヨペット、トヨタ東京カローラは平日）、トヨタレンタリース群馬、トヨタ勝又グループ（千葉トヨペット、ネッツ東都・ネッツ埼玉、トヨタカローラ千葉・トヨタカローラ新埼玉）（2コマ又は3コマ・トヨタレンタリース群馬は平日）
- 中部日本放送（現:CBCラジオ）（全6コマか7コマ）：トヨタ自動車（1コマ）、名古屋トヨペット、トヨタレンタリース愛知（1コマまたは2コマ）、トヨタレンタリース名古屋、トヨタレンタリース三重（尚、岐阜県のトヨタディーラーのCMは放送されない[5]。また、TBSと異なり、ネットワークTODAYの内容を小堀アナがちょっとだけ話すコーナーがあるので、CM時間は他局より短い）
- 朝日放送（現:ABCラジオ）（全8コマ）： トヨタ自動車（1コマ）、大阪トヨタ（2008年1月 - 、月曜日・水曜日・金曜日のみ放送）、トヨタカローラ南海（月曜日・木曜日のみ放送）、ネッツトヨタ南海（月曜日・火曜日のみ放送）、トヨタカローラ新大阪（火曜日・木曜日のみ放送）、AC（月曜日・木曜日は4コマ、火曜日は3コマ、水曜日・金曜日は6コマ）（尚、大阪トヨペット、兵庫トヨタのCMは流れない）
- 和歌山放送（全6コマ）：トヨタ自動車（1コマ）、和歌山トヨタ、和歌山トヨペット、トヨタカローラ和歌山、ネッツトヨタ和歌山
- 山陰放送（全8コマ）：トヨタ自動車（1コマ）、カローラ島根、ネッツトヨタ山陰、トヨタカローラ鳥取、島根トヨタ、島根トヨペット、鳥取トヨタ、鳥取トヨペット
- 中国放送（全7コマ）：トヨタ自動車（1コマ）、広島トヨペット（4コマ）、トヨタカローラ広島、AC
- 四国放送（全5コマまたは6コマ）：トヨタ自動車（2コマ - 5コマのいずれか）、AC（1コマ・2コマ。ただし通常は金曜日のみ放送されないことになっている。なお、放送される場合は自社番組とセットで番宣が入ることがある）、徳島トヨタ及びネッツ徳島（但しネッツ店と同じものを使用）（1コマか2コマだが、放送されない日もある）（尚、同局ではこの枠以外では徳島トヨタのCMは流れない）

※朝日放送（当時）は、4月1日はローカルCM・AC、4月2日はローカルCMを放送した。

## ネット局とローカルタイム枠の放送状況
当初はJRN32局（RNCラジオを除く。大阪地区はABCラジオ経由）がネットしていたが、スポンサー降板に伴い、HBC、SBS、CBC、ABC、RCC、RNB、RKBの計7局が2009年4月3日限りでネットを打ち切り、25局ネットとなる。このうちABCとRNBは空いた枠で「feel the mind〜最上の出会い〜」を放送し、そのあと17:25からは自社制作番組を放送した。在阪（和歌山県を除く近畿広域圏）JRN局においては「デイ･キャッチ!」部分の同時ネットが消滅し、ABCに関しては「JUNK」が開始される6月までの3か月間、野球中継以外のJRNラインネット番組放送が皆無の状態となった。
唯一当初からネットされなかったRNCラジオでは、JRN加盟前から放送されている自社製作情報番組「RNC TODAY」（17:15 - 18:05）が放送されていた（JRN加盟前は「ネットワークTODAY」もネットされなかった）。
以下のデータはいずれも2009年3月31日までのもの。
- ローカル枠の記号の説明
  - A：ローカル枠で交通情報を挿入する局
  - B：ローカル枠で天気予報を挿入する局
  - C：ローカル枠で交通情報・天気予報を共に放送する局
  - D：BGMのみ放送する局
  - ●：上記以外の内容を放送する局（備考を参照）

| 放送対象地域  | 略称 | 放送局        | 系列    | 放送形態                                                                              | ローカル枠 | BGM |
| ------------- | ---- | ------------- | ------- | ------------------------------------------------------------------------------------- | ---------- | --- |
| 北海道        | HBC  | 北海道放送    | JRN/NRN | 独立番組として放送                                                                    | B●         | ○   |
| 青森県        | RAB  | 青森放送      | JRN/NRN | 独立番組として放送                                                                    | B●         | ○   |
| 岩手県        | IBC  | IBC岩手放送   | JRN/NRN | 独立番組として放送                                                                    | C          | ×   |
| 秋田県        | ABS  | 秋田放送      | JRN/NRN | 独立番組として放送                                                                    | B          | ○   |
| 宮城県        | TBC  | 東北放送      | JRN/NRN | 独立番組として放送                                                                    | B          | ○   |
| 山形県        | YBC  | 山形放送      | JRN/NRN | 「YBCイブニングスコープ」に内包                                                       | B          | ○   |
| 福島県        | RFC  | ラジオ福島    | JRN/NRN | 「手塚伸一 夕焼け番長!」（月曜 - 水曜） 「小野ゆかり 夕焼けにV!」（木曜・金曜）に内包 | A          | ○   |
| 関東広域圏    | TBS  | TBSラジオ     | JRN     | 「荒川強啓 デイ･キャッチ!」に内包                                                     | C          | ○   |
| 山梨県        | YBS  | 山梨放送      | JRN/NRN | 独立番組として放送                                                                    | A          | ○   |
| 長野県        | SBC  | 信越放送      | JRN/NRN | 独立番組として放送                                                                    | B●         |     |
| 新潟県        | BSN  | 新潟放送      | JRN/NRN | ｢New・Sな時間｣に内包                                                                  | A          | ×   |
| 静岡県        | SBS  | 静岡放送      | JRN/NRN | ｢SBS EVENING WAVE｣に内包                                                              | C          | ○   |
| 中京広域圏    | CBC  | 中部日本放送  | JRN     | 「小堀勝啓の心にブギウギ!」に内包（年末年始は独立番組）                               | ●          | ×   |
| 富山県        | KNB  | 北日本放送    | JRN/NRN | 独立番組として放送                                                                    | B●         |     |
| 石川県        | MRO  | 北陸放送      | JRN/NRN | 独立番組として放送                                                                    | B●         | ○   |
| 福井県        | FBC  | 福井放送      | JRN/NRN | 独立番組として放送                                                                    | B●         | ○   |
| 近畿広域圏    | ABC  | 朝日放送      | JRN/NRN | 独立番組として放送                                                                    | A          |     |
| 和歌山県      | WBS  | 和歌山放送    | JRN/NRN | 「wbsニュース今日あす」に内包                                                         | D          | ○   |
| 岡山県        | RSK  | 山陽放送      | JRN/NRN | 独立番組として放送                                                                    | A          | ○   |
| 広島県        | RCC  | 中国放送      | JRN/NRN | 月曜日のみ「道盛浩のバリシャキNOW」に内包 火曜日 - 金曜日は独立番組として放送         | C          | ×   |
| 鳥取県 島根県 | BSS  | 山陰放送      | JRN/NRN | 独立番組として放送                                                                    | B●         |     |
| 山口県        | KRY  | 山口放送      | JRN/NRN | 独立番組として放送                                                                    | ●          | ○   |
| 徳島県        | JRT  | 四国放送      | JRN/NRN | 独立番組として放送                                                                    | C          |     |
| 愛媛県        | RNB  | 南海放送      | JRN/NRN | 独立番組として放送                                                                    | A          |     |
| 高知県        | RKC  | 高知放送      | JRN/NRN | 独立番組として放送                                                                    | ●          | ○   |
| 福岡県        | RKB  | RKB毎日放送   | JRN     | 独立番組として放送                                                                    | ●          | ×   |
| 熊本県        | RKK  | 熊本放送      | JRN/NRN | 独立番組として放送                                                                    | ●          | ×   |
| 長崎県        | NBC  | 長崎放送      | JRN/NRN | 独立番組として放送                                                                    | ●          | ○   |
| 佐賀県        | NBC  | NBCラジオ佐賀 | JRN/NRN | 独立番組として放送                                                                    | ●          | ○   |
| 大分県        | OBS  | 大分放送      | JRN/NRN | 独立番組として放送                                                                    | A          | ○   |
| 宮崎県        | MRT  | 宮崎放送      | JRN/NRN | 独立番組として放送                                                                    | C●         |     |
| 鹿児島県      | MBC  | 南日本放送    | JRN/NRN | 独立番組として放送                                                                    | A          |     |
| 沖縄県        | RBCi | 琉球放送      | JRN     | 独立番組として放送                                                                    | ●          | ×   |

### ローカル枠に関する補足
- 北海道放送では、冒頭で道路情報・鉄道情報が入る場合がある。
- 青森放送では、枠前半に青森県内の話題を放送（枠後半は天気予報。ただし台風など重大な気象情報がある場合は話題を休止）。
- 福井放送・山陰放送・熊本放送でも枠前半を県内の話題を放送し、枠後半で天気予報を放送している。
- 山梨放送の交通情報は、日本道路交通情報センターからのものではなく、局アナが原稿を読むものである。
- 信越放送ではスキーシーズンは「SBCゲレンデ情報」を放送（各地のスキー場の積雪情報）しそれ以外は天気予報を放送する。
- 中部日本放送では、ナイターインは「CBCドラゴンズナイター最前線」と称してナイター情報を流し、ナイターオフは普通にワイド番組の1フリートーク枠として使っていた。いずれもBGMはネットワーク復帰直前まで流れないが徐々にフェードインする。詳しくは小堀勝啓の心にブギウギ!を参照。なお、年末年始は「うわさの調査隊」自体が独立番組扱いとなり交通情報を放送。
- 朝日放送では、現在は交通情報を放送しているが、過去に天気予報の枠として使われていた時期もある。（「トヨタ街かどお天気交差点」）
- 四国放送では交通情報と天気予報を共にを放送しているが近年ではローカル枠が若干短縮されたことなどから、特別の事情がない限り交通情報のみとなってしまうことが多い。また、同局の方針により情報センターが休みとなる祝祭日や年末年始には、局アナが道路工事や自然災害、帰省ラッシュ等による交通規制情報をアナウンスすることになっている。
- 高知放送では、BGMを流しながら、高知県の話題を放送している。そのためか、時々アナウンスしきれず、全国ネットが始まるため、いきなりローカル情報が途切れることがある。
- 山口放送もBGMを流しながら、山口県の話題を放送している。
- 長崎放送もBGMを流しながら、長崎県と佐賀県の話題を放送している。
- RKB毎日放送では、「歌謡曲ヒット情報」などのワイド番組の番宣を流している。
- 宮崎放送では、天気情報が放送される前に、この番組の終了後にMRTテレビで放送されるMRTイブニング･ニュースの内容予告（最初には「MRTの番組案内と天気情報です。」とアナウンスされる）も放送される。
- 琉球放送ではローカル枠にCMを挿入している。
- 北日本放送では、県内の話題と天気予報となっている。
- ローカル枠でBGMが流れない局でも17:26:55からの全国ネットの部分ではBGMが流れる。

### その他
- 2006年春以降、終わりの提供クレジットが本編終了後（ローカルタイムに入るCM前）に変更。17:24のエンディング提供読みでは、ネット局によって微妙にタイミングがずれていた。なおトヨタ自動車のスポンサーを降板した2009年4月1日以降はエンディングの提供読み部分がなくなり、本編終了後すぐ各局別CMに入る形へと変わった。